# Calochortus pringlei
Calochortus pringlei là một loài thực vật có hoa trong họ Liliaceae. Loài này được B.L.Rob. miêu tả khoa học đầu tiên năm 1901.